# 魚建
魚建（うおけん、1965年7月13日 - ）は、日本の声優、俳優。埼玉県出身。ケンユウオフィス所属。

## 来歴
演劇集団アーバンフォレスト（2010年に解散）の一員であった。
よこざわけい子 声優・ナレータースクール出身（5期生）。2014年12月31日まで、ゆーりんプロに所属していた。
声優になる前はカメラマンの仕事をしており、取材の際に収録現場を見学したことがきっかけで30歳で養成所に入り、33歳でデビューした。

## 人物
趣味はフットサル、登山。特技は写真。声種はテノール。
芸名は姓名の区別のない魚建（うおけん）とするのが正しい。魚が姓で建が名のように区切られて表記されることがある。

## 出演
太字はメインキャラクター。

### テレビアニメ
2002年
- 電光超特急ヒカリアン（議長しっぽ）

2003年
- 銀河鉄道物語（男A、505号車掌、車掌）
- 時空冒険記ゼントリックス（バグ、オフィサー）
- PEACE MAKER鐵（浪士）

2004年
- お伽草子（駅員A、警官A）
- グレネーダー 〜ほほえみの閃士〜（側近、町人、手下、兵士、老人）
- ごくせん（猿渡五郎）
- 最遊記RELOAD GUNLOCK（村人）
- BURN-UP SCRAMBLE（最高議会幹部D）
- VIEWTIFUL JOE（ジャックデンバー、バイクリーダー）

2005年
- 戦国英雄伝説 新釈 眞田十勇士 The Animation
- JINKI:EXTEND（司令官）
- バジリスク 〜甲賀忍法帖〜（雨夜陣五郎）

2006年
- N・H・Kにようこそ!（佐藤達夫、宮村教授、課長）
- 桜蘭高校ホスト部（陶器売り）
- 銀河鉄道物語 〜永遠への分岐点〜（オットー、闇の男、老人、自立強行次元掘進機制御AI 他）
- ケモノヅメ（掃除屋、1956年の大葉、店員、運転手、柏久作、課長）
- 攻殻機動隊 STAND ALONE COMPLEX Solid State Society（マ・シャバ）
- ゼロの使い魔（2006年 - 2008年、マルトー、チュレンヌ、シエスタの父、ポワチエ、スパイ、重臣、ミスコール） - 3シリーズ
- TOKYO TRIBE2（2006年 - 2007年、ウラワ、原木中山、イットク）
- 爆球Hit! クラッシュビーダマン（月野周太）
- Project BLUE 地球SOS（パイロットC）
- 吉宗（爺）

2007年
- ケンコー全裸系水泳部 ウミショー（書店店主、篠田）
- シャンプー王子（ベボ）
- ヒロイック・エイジ（シ＝シ＝リギー補佐官）

2008年
- 黒塚 KUROZUKA（トンバ）
- ケロロ軍曹（バーコード星人）
- ストライクウィッチーズ（副官）
- ソウルイーター（ソンソンJ）
- 忍たま乱太郎（2008年 - 2024年、善太郎〈初代〉、豆蔵、庄左ヱ門の祖父〈3代目〉他）
- ネットゴーストPIPOPA（デレクトン、オリハルコン）
- xxxHOLiC◆継（霊能者B）
- ワールド・デストラクション 〜世界撲滅の六人〜（トリ獣人の部下）
- 我が家のお稲荷さま。（おじさん〈ブタ〉）

2009年
- エグザムライ戦国（池田統十郎）
- ご姉弟物語（2009年 - 2010年、はきもの店主人、ポン太）
- ヒゲぴよ（アキヒコ）
- WHITE ALBUM（田丸の父、編成の偉い人）

2010年
- GIANT KILLING（松原）
- 名探偵コナン（2010年 - 2022年、小倉功雅、赤座奈留也、堀川伸太郎、山田清、戸根 他）
- 夢色パティシエール（牛島）

2011年
- 銀魂'（2011年 - 2013年、定食屋の親父〈2代目〉、アナマン）
- ドラえもん（テレビ朝日版第2期）（2011年 - 2021年、選挙ケン、福の神ロボ、老人、おじさん、八百屋さん 他）
- ブレイド（ハギビス）
- ラストエグザイル-銀翼のファム-（貴族B）

2012年
- イクシオン サーガ DT（タクミ族親方）
- 黄昏乙女×アムネジア（村人）

2013年
- アラタカンガタリ〜革神語〜（シオツチ）
- 宇宙兄弟（ダニエル・モリソン）
- おじゃる丸（雨森照男）
- 八犬伝―東方八犬異聞―（犬田文吾兵衛）

2016年
- 坂本ですが?（8823の父親）
- ちびまる子ちゃん（2016年 - 2019年、金森太郎、主人、紙芝居屋、八百屋）
- ドラゴンボール超（銀河王、カリン）
- パズドラクロス（船長）
- 霊剣山 星屑たちの宴（遊牧民の長、桃源郷の村長）
- ONE PIECE（2016年 - 、アベロン、ディーゼル、商人、ベアマン、ブルドッグ）

2017年
- アイドル事変（猪名川）
- 正解するカド（アメリカ大使）
- “栄光なき天才たち”からの物語（酒屋）
- 月がきれい（連雀町の人）
- キラキラ☆プリキュアアラモード（立花ゆう）
- 血界戦線 & BEYOND（拝・ローレンス・足穂）

2018年
- 多田くんは恋をしない（悪代官）
- ゲゲゲの鬼太郎（第6作）（2018年 - 2019年、庄司）
- ちおちゃんの通学路（老師）
- 深夜!天才バカボン（後輩）
- ルパン三世 PART5（ニコラ）
- からくりサーカス（山仲）
- 爆釣バーハンター（創造手コミックラーケン）

2019年
- ポケットモンスター サン&ムーン（ソフウ）
- おしりたんてい（ハムほし）
- フルーツバスケット（2019年 - 2021年、祖父） - 3シリーズ
- BORUTO-ボルト- NARUTO NEXT GENERATIONS（村人）
- RobiHachi（じいや）
- 異世界チート魔術師（ジェラード）
- ダンベル何キロ持てる?（プロデューサー）
- バビロン（仁木信雄）

2020年
- 僕のヒーローアカデミア（2020年 - 2024年、老人、黒頭巾幹部） - 2シリーズ
- 天晴爛漫!（レース場オーナー、レーシングチームオーナー）
- はてな☆イリュージョン（豪邸の主人）
- もっと!まじめにふまじめ かいけつゾロリ（ウルフ船長）
- ふしぎ駄菓子屋 銭天堂（犬丸院長）
- ドラゴンクエスト ダイの大冒険 (2020)（宿屋の主人）

2021年
- スケートリーディング☆スターズ（熊田啓司）
- はたらく細胞BLACK（脳細胞〈重役〉）
- スーパーカブ（シノさん）
- NOMAD メガロボクス2（氷川）
- RE-MAIN（監督）
- 出会って5秒でバトル（レッドドラゴン満）
- うらみちお兄さん（管理人）
- 真の仲間じゃないと勇者のパーティーを追い出されたので、辺境でスローライフすることにしました（2021年 - 2024年、ニューマン） - 2シリーズ
- 結城友奈は勇者である -大満開の章-
- 先輩がうざい後輩の話（おじさんA）

2022年
- 進撃の巨人（ラムジー祖父） - 2シリーズ
- キングダム（太呂慈）
- であいもん（ふくふくマスター）
- RWBY 氷雪帝国（クライン・ジーベン、ニコラス・シュニー）
- ユーレイデコ（裁判長）
- デジモンゴーストゲーム（ギガスモン）
- クレヨンしんちゃん（水川社長）

2023年
- あやかしトライアングル（風巻清弦）
- 火狩りの王（ムクゲ）
- スパイ教室（店主）
- アンデッドガール・マーダーファルス（座長）
- レベル1だけどユニークスキルで最強です（成金商人）
- シュガーアップル・フェアリーテイル（主祭教父）
- ブルバスター（片岡金太郎）
- アンダーニンジャ（佐々魔〈男〉）
- アンデッドアンラック（2023年 - 2024年、風子の祖父）
- ひきこまり吸血姫の悶々（厩務員、ブーケファロス）
- BEYBLADE X（2023年 - 2025年、タイショー）
- ポーション頼みで生き延びます!（村長）

2024年
- 明治撃剣-1874-（堂山）
- となりの妖怪さん（大石勇三）
- 魔王軍最強の魔術師は人間だった（ギュンター）
- ドラゴンボールDAIMA（カリン）
- ポケットモンスター（管理人）
- アサティール2 未来の昔ばなし（2024年 - 2025年、老人、長老）

2025年
- Übel Blatt〜ユーベルブラット〜（吟遊詩人）
- 謎解きはディナーのあとで（松下慶山）
- アークナイツ【焔燼曙明/RISE FROM EMBER】（おじいさん）

### 劇場アニメ
- アテルイ（2002年、大和兵B）
- よなよなペンギン（2009年）
- ONE PIECE FILM GOLD（2016年、ナイパース）
- ドラゴンボール超 スーパーヒーロー（2022年、カリン様）
- 劇場版 転生したらスライムだった件 紅蓮の絆編（2022年、大臣[33]）
- らくだい魔女 フウカと闇の魔女（2023年、グラウディ[34]）
- 僕のヒーローアカデミア THE MOVIE ユアネクスト（2024年、ウーゴ・ゴリーニ[35]）

### OVA
- ゼロの使い魔〜三美姫の輪舞〜（2008年、タコ）
- 天地無用!魎皇鬼（2016年、柾木勝仁〈2代目〉）
- フルーツバスケット -prelude-（2022年、勝也の父）

### Webアニメ
2010年代
- クレヨンしんちゃん外伝 家族連れ狼（2017年、家来、へそもちの父）
- 紅き大魚の伝説（2018年）
- ULTRAMAN（2019年 - 2023年、井手光弘） - 3シリーズ

2020年代
- 攻殻機動隊 SAC_2045（2020年、イーノ）
- 薄明の翼（2020年、マスタード）
- テルマエ・ロマエ ノヴァエ（2022年、社長、おじいちゃん、財団員、子分）
- ロマンティック・キラー（2022年、先生）
- 伊藤潤二『マニアック』（2023年、呂木）
- T・Pぼん（2024年、案内人）

### ゲーム
2004年
- SIMPLE2000シリーズ Ultimate Vol.21 喧嘩上等! ヤンキー番長 〜昭和99年の伝説〜（牛雄、ジョー）
- 召しませ浪漫茶房（藤ノ宮海牙）

2006年
- GALAXY ANGEL II 絶対領域の扉（クロワ・ブロート）
- 龍が如く2

2007年
- GALAXY ANGEL II 無限回廊の鍵（クロワ・ブロート）
- SIMPLE2000シリーズ Vol.102 THE 歩兵 〜戦場の犬たち〜（上官）
- SIMPLE2000シリーズ Vol.118 THE 落武者 〜怒獲武サムライ登場〜（ナレーション）

2008年
- 機動戦士ガンダム ギレンの野望 アクシズの脅威（エゥーゴ士官A、アクシズ士官B）
- 野獣刑事 東京同時多発テロを鎮圧せよ!

2009年
- GALAXY ANGEL II 永劫回帰の刻（クロワ・ブロート）
- テイルズ オブ グレイセス（タルカ）
- SIMPLE2500シリーズ Portable!! Vol.12 THE 歩兵2 〜戦友よ、先に逝け〜（上官）

2010年
- テイルズ オブ グレイセス エフ（タルカ）

2012年
- お姉チャンバラZ 〜カグラ〜

2013年
- BEYOND: Two Souls

2014年
- お姉チャンバラZ2 〜カオス〜（モンスター）
- コアマスターズ（ランデルグ）

2015年
- Hearthstone: ハースストーン（傷を負ったクヴァルディル、野生の騎士、リクルーター 他）

2017年
- ラジアントヒストリア パーフェクトクロノロジー（ガルヴァ）
- 龍が如く 極2

2019年
- ポケモンマスターズ（カツラ）
- ドラゴンクエストXI 過ぎ去りし時を求めて S

2020年
- ドラゴンボールZ カカロット（カリン）
- eBASEBALLパワフルプロ野球2020（影山秀路）

2021年
- クイズRPG 魔法使いと黒猫のウィズ（丑ヶ崎猛一郎）
- ファミコン探偵倶楽部 消えた後継者（平吉）
- モンスターハンターストーリーズ2 〜破滅の翼〜（デデ爺）

2022年
- eBASEBALLパワフルプロ野球2022（影山秀路）
- ドラゴンクエストX 目覚めし五つの種族 オフライン（イッド）

2024年
- 龍が如く8
- ファイナルファンタジーVII リバース
- ミストニアの翅望 -The Lost Delight-（ニコラス＝ヘンダーソン）
- 護縁（悪鮫天王）

2025年
- 龍が如く8外伝 Pirates in Hawaii

### ドラマCD
- ギャラクシーエンジェル ゲームコレクションCD テキーラ&リリィ（クロワ・ブロート）
- 幻奏戦記ルリルラ「歌姫たちのプレリュード」（露天商）
- Hybrid Child（隊員）
- FLESH&BLOOD 17（東郷洋介）
- 人材派遣のCCC ヘルサマー・キャンペーン（東野進）
- 月は闇夜に隠るが如く（爺）
- 憂鬱な朝2（橘伯爵）

### 吹き替え

#### 担当俳優
エディ・マーサン
- アビゲイル クローズド・ワールド（アビゲイルの父）
- Back to Black エイミーのすべて（ミッチ）
- デッドプール2（理事長）
- 博士と狂人（マンシー）
- フィードバック（ジャーヴィス・ドラン）
- ワイルド・スピード/スーパーコンボ（アンドレイコ）

サイモン・ヤム
- 強奪のトライアングル（リー・ボーサム）
- ファイアー・レスキュー（老兵プイ）
- ファイティング・タイガー（ワン警視）

トビー・ジョーンズ
- アーカイヴ（ヴィンセント・シンクレア）
- インスティゲイターズ 〜強盗ふたりとセラピスト〜（アラン・フリン）
- タイタニック 愛と偽りの航海（ジョン・バトレー）
- テトリス（ロバート・スタイン）
- レッド・ライト（ポール・シャクルトン）

#### 映画（吹き替え）
- アーリャマーン EPISODE I 帝国の勇者
- 愛してる、愛してない...
- 愛と哀しみの旅路 ※Disney+版
- 愛の落日
- アイランド
- アイリッシュマン
- アメリカン・エネミーズ（マードック〈ロバート・ダヴィ〉）
- アメリカン・フィクション（アーサー〈ジョン・オーティス）
- アドレナリン
- ある少年の告白（ブランドン〈フリー〉）
- ある日どこかで（ピーター[50]）※BSテレ東版
- アレキサンダー
- アンチャーテッド（カルロス〈ジョセフ・バルデラマ〉[51]）
- アンヒューマン
- イーグル・ジャンプ
- イップ・マン 継承
- イップ・マン 宗師（ユエン署長〈トン・シャオフー〉）
- インソムニア（リッチ〈ローン・カーディナル〉）※テレビ東京版
- イテウォン殺人事件（キム・ジョンシク弁護士〈オ・グァンロク〉）
- イルカと少年
- ヴァン・ヘルシング ※劇場公開版、ソフト版
- ウィンストン・チャーチル/ヒトラーから世界を救った男
- ウェット・ホット・アメリカン・サマー（ニューマン〈デヴィッド・ハイド・ピアース〉）
- 宇宙人ポール（オライリー捜査官〈ジョー・ロー・トゥルーグリオ〉）
- エネミー・ライン3 激戦コロンビア
- オデッセイ（ブルース・ング〈ベネディクト・ウォン〉）
- オペレーション・フィナーレ（ロザー・ハーマン〈ピーター・ストラウス〉）
- オペレーション・ミンスミート -ナチを欺いた死体-（ウィンストン・チャーチル〈サイモン・ラッセル・ビール〉）
- カーサ・エスペランサ 〜赤ちゃんたちの家〜（エルミニオ〈レオネル・レンドン〉、オスカー）
- ギャンブラー（ロン〈ジョー・ロー・トルグリオ〉）
- 9000マイルの約束
- クライモリ（トラック運転手〈ジェームズ・ダウニング〉）
- グリーンブック（アンソニー〈ルイ・ベネレ〉[52]）
- クローバーフィールド・パラドックス
- 現地(にいない)特派員（ジェフリー・マラード〈ケヴィン・ポラック〉）
- ゴーステッド Ghosted
- 恋する宇宙
- ゴジラvsコング（ホレース〈ジョン・パールッチェロ〉[53]）
- 災厄の家
- サイレントヒル: リベレーション3D（ケイブル刑事〈ミルトン・バーンズ〉）
- ザ・インターネット2：美しき逃亡者
- サバイバル・ドライブ（副官）
- ザ・バンカー（メルヴィン・ベリー〈マイケル・ハーネイ〉）
- ザ・プレデター（デュプリー〈マイク・ドプド〉[54]）
- ザ・ヘラクレス（ケイロン〈ラデ・シェルベッジア〉）
- ザ・マウンテン 決死のサバイバル21日間（ウォルター〈ボー・ブリッジス〉）
- ザ・マスター（ジョン・モア〈クリストファー・エヴァン・ウェルチ〉）
- 31（マーダー神父〈マルコム・マクダウェル〉）
- 3時10分、決断のとき
- ザ・リング（デニー〈ガイ・リチャードソン〉、カル〈アート・フランケル〉）※フジテレビ版
- ザ・レポート（ジョン・オーウェン・ブレナン〈テッド・レヴィン〉）
- シェイプ・オブ・ウォーター（フレミング〈デヴィッド・ヒューレット〉[55]）
- ジャッキー・コーガン（ジョニー・アマート〈ヴィンセント・カラトーラ〉）
- ジャングル・クルーズ（ニーロ〈ポール・ジアマッティ〉[56]）
- ジュリエットからの手紙
- 知りすぎていた男（ルイ・ベルナール〈ダニエル・ジェラン〉）※BD版
- スーパーヒーローへの道
- スウィンドル 強奪計画（カーティス〈アレイン・グーレム〉）
- スノーホワイト（森の番人ガス〈ブレンダン・グリーソン〉[57]）
- スペシャル・フォース（ゲゼネック司令官〈チェッキー・カリョ〉、軍無線、見張り、ドライバー、手下、ザクハン、ザイエフの見張り、村の長老）
- スパイダー・キングダム（ブライアン〈マイク・ロジャーズ〉）
- スパイダーマン2
- スプライス（ウィリアム・バーロー〈デヴィッド・ヒューレット〉）
- スマーフ2 アイドル救出大作戦!（おとぼけスマーフ〈ショーン・ホワイト〉）
- その名にちなんで
- ダーウィン・アワード
- ターミネーター:ニュー・フェイト（ピーター・シルバーマン〈アール・ボーエン〉）
- ダウントン・アビー（ウィルソン〈デヴィッド・ヘイグ〉[58]）
- タクシードライバー ※DVD版
- タワーリング・インフェルノ（ウィル・ギディングズ〈ノーマン・バートン〉）※BSジャパン版
- チケット・トゥ・パラダイス（カデック）
- 血塗られたスクープ/ハード・スキャンダル
- チャチャ・リアル・スムース
- ティラミス（ローレンス〈ヴィンセント・コク〉）
- ディバイナー 戦禍に光を求めて（ハーサン少佐〈イルマズ・アルドアン〉）
- デッドプール
- デッドロックII（フィル〈ケン・ラーナー〉）
- デンジャラス・ビューティー2 ※ソフト版
- トランスポーター（ジャーナリスト〈アドリアン・デアルネル〉）※ソフト版
- トライアングル 殺人ループ地獄（ダウニー〈ヘンリー・ニクソン〉）
- トランスフォーマー/ロストエイジ（現場責任者）
- ドリームダンク（マットの父〈ジム・E・チャンドラー〉）
- トロイ ※劇場公開版
- ナイスガールズ in ニース（ヴァランス〈フランツル・ラング〉[59]）
- ナニー・マクフィーと空飛ぶ子ブタ（マクリーディー〈ビル・ベイリー〉）
- ネブラスカ ふたつの心をつなぐ旅（エド・ピグラム〈ステイシー・キーチ〉）
- ノウイング
- PARKER/パーカー（カールソン〈ウェンデル・ピアース〉、ダンジンガー〈キップ・ギルマン〉）
- パーフェクト・ゲッタウェイ
- ハイド・アンド・シーク 暗闇のかくれんぼ（ハスキンス〈デビッド・チャンドラー〉）※ソフト版
- 運び屋（銀行家[60]）※BSテレ東版
- バトルシップ（ジミー〈ケビン・P・カーンズ〉）
- バトルフィールド・アビス（スタッブス機関長〈ブライアン・ホール〉）
- パッケージ: オレたちの"珍"騒動
- バビロンA.D.
- バレットモンク
- パワー・ゲーム（フランク・キャシディ〈リチャード・ドレイファス〉）
- バンデットQ（ロビン・フッド〈ジョン・クリーズ〉）※35周年BD版盤追加収録
- 博士の異常な愛情（ロザー・ゾッグ少尉 / ソギー〈ジェームズ・アール・ジョーンズ〉）※ソフト版
- ピーウィーのビッグ・ホリデー
- ピーターラビット（ピグリン[61]）※劇場公開版
  - ピーターラビット2/バーナバスの誘惑[62]
- ヒットマンズ・ボディガード（フーシェ〈ジョアキム・デ・アルメイダ〉）
- 瞳の奥の秘密
- ファースト・マン（バズ・オルドリン〈コリー・ストール〉）
- フィクサー（バリー・グリッソム〈マイケル・オキーフ〉）
- フォーリング・フォー・クリスマス
- フライングギロチン（血滴子統領〈ジミー・ウォング〉）
- ブラックアウト: 記憶の彼方に
- フランドル
- フリーダ（ギジェルモ・カーロ〈ロジャー・リース〉）※Netflix版
- プリティ・ヘレン
- フルスロットル（レノ〈リチャード・ジーマン〉）
- ブレイブ ワン
- フロム・ダスク・ティル・ドーン（国境警備員 / チェット・プッシー / カルロス〈チーチ・マリン〉）※Netflix版
- ベルベット・バズソー: 血塗られたギャラリー
- ベンジェンス -復讐の自省録-（上司）
- ボーグマン（ルドウィグ〈アレックス・ファン・ヴァーメルダム〉）
- ボーンシリーズ
  - ボーン・アルティメイタム ※フジテレビ版
  - ジェイソン・ボーン（工作員3[63]）※BSテレ東版
- 僕のミッシー（ネイト〈ニック・スウォードソン〉）
- ほぼ300〈スリーハンドレッド〉
- ホワイト・ガール（ジョージ〈クリス・ノース〉）
- マレフィセント2（リックスピットル〈ワーウィック・デイヴィス〉[64]）
- 真夜中のマグノリアで（マーティン〈マイケル・ゴーディン・ショア〉）
- ミスト（MP〈アミン・ジョセフ〉）
- ミッシング
- メン・イン・ブラック3（ボーリングボール・ヘッド〈レニー・ヴェニート〉）
- モースト・デンジャラス・ゲーム
- 夢見る頃を過ぎても
- ライダーズ・オブ・ジャスティス（ウルフ・エメンタール〈ニコラス・ブロ〉[8]）
- ラッシュアワー3
- ラストキング・オブ・スコットランド
- ラストナイト・イン・ソーホー（リアルトオーナー 男[65]）
- ラトルスネーク
- ランボー/最後の戦場 ※ソフト版
- ランボー ラスト・ブラッド（ドン・ミゲル〈リック・ジンゲール〉[66]）※劇場公開版
- ランダウン ロッキング・ザ・アマゾン ※ソフト版
- ランナウェイ/逃亡者（ヘンリー・オズボーン〈ブレンダン・グリーソン〉）
- リクルート
- ルビー・スパークス
- レイク・オブ・ザ・デッド（ドクター・ブロック〈チャック・フランクリン〉）
- ロックアウト（バーンズ刑務所長〈マーク・タンカースレイ〉）
- ロボコップ（ジョン・レイク〈ダニエル・カッシュ〉）
- ワイルドカード（オズグッド〈マックス・カセラ〉）
- ワールド・ウォーZ（ライアン〈モーリッツ・ブライプトロイ〉）
- ワイルド・スピード（タナー〈テッド・レヴィン〉[67]）※ザ・シネマ版
- わたしに会うまでの1600キロ（フランク〈W・アール・ブラウン〉）
- 私は王である!（ヘグ〈イム・ウォニ〉）

#### ドラマ
- アガサクリスティー トミーとタペンス -2人で探偵を-
- アナザー・ライフ〜天国からの3日間〜
- アメリカン・ホラー・ストーリーシリーズ
  - アメリカン・ホラー・ストーリー:怪奇劇場（ピエロ〈ジョン・キャロル・リンチ〉）
  - アメリカン・ホラー・ストーリー:ホテル（ジョン・ウェイン・ゲイシー〈ジョン・キャロル・リンチ〉）
  - アメリカン・ホラー・ストーリー:カルト（ピエロ〈ジョン・キャロル・リンチ〉）
  - アメリカン・ホラー・ストーリー:1984（ミスター・ジングルズ / ベンジャミン・リクター〈ジョン・キャロル・リンチ〉）
- アンドロメダ（エイリアン）
- イエローストーン
- イ・サン
- インテリジェンス（アダム・ウェザリー国家情報長官〈トーマス・アラナ〉）
- ウェット・ホット・アメリカン・サマー: キャンプ1日目（ヘンリー・ニューマン〈デヴィッド・ハイド・ピアース〉）
- 倚天屠龍記（覚遠、李璋しゅう、阿大、右賢王）
- エレメンタリー ホームズ&ワトソン in NY #2 #23
- NCIS 〜ネイビー犯罪捜査班
  - シーズン7 #12（ピーター・アイガー探偵）
  - シーズン16 - （ドナルド・マラード〈デヴィッド・マッカラム〉[注釈 1]）
- FBI: Most Wanted5 〜指名手配特捜班〜 #9,10,12
- オクニョ 運命の女
- 華麗なるペテン師たち4（リチャード・ハミルトン〈スティーブ・ハイトナー〉）
- 華麗なる遺産（コ・ピョンジュン〈チョン・インテク〉）
- ガールボス（チャック〈スコットアドミット〉）
- キャッスル 〜ミステリー作家は事件がお好き
- 9-1-1: LA救命最前線（マイケル・グラント〈ロックモンド・ダンバー〉）
- クイズ 〜100万ポンドを夢見た男〜（テクウェン・ウィトック〈マイケル・ジブソン〉[68]）
- 草ぶきの学校（トゥ家主人）
- グッド・ドクター 名医の条件 シーズン2 #16
- glee/グリー シーズン5 #19
- グリーンリーフ（マック / カールトン〈パーネル・ダーネ・マルカノ〉）
- 刑事ナッシュ・ブリッジス シーズン6 #18
- 刑事フォイル（エディ・ベイカー）
- コールドケース6
- コールドケース7 ザ・ファイナル（ハスラー）
- GOTHAM/ゴッサム シーズン2 #16
- サンダーストーン 未来を救え!（ロルフ〈ゴールド・マクドナルド〉）
- ザ・ラストシップ #5（エル・トロ〈ホセ・ズニーガ〉）
- ザ・シューター
- シングル・アゲイン（スタンリー〈ブルックス・アシュマンスカス〉）
- 少林寺伝奇〜乱世の英雄〜（ワン・ガン）
- 死霊のはらわた リターンズ（エル・ブルホ〈ヘムキー・マデーラ〉、クロスビー）
- 新米刑事モース〜オックスフォード事件簿〜（マックス・デブリン監察医〈ジェームズ・ブラッドショウ〉）
- 青春越壁（青春ウォルダム　呪われた王宮）（ミン・ホスン〈ソ・テファ〉）
- セサミストリート（テリー、スティンキー）※テレビ東京版・DVD版
  - エルモのクリスマス ※DVD版
  - エルモズワールド
- Sense8/センス8（マーク・ジェイコブズ、コロヴィ、ホイ）
- 蒼穹の昴（醇親王、福来）
- ゾウズ・フー・キル 殺意の深層
- 太陽に向かって
- チューインガム（ロイ〈デイヴィッド・ウェーバー〉）
- ツイン・ピークス The Return（デイヴ・マックレイ）
- デスパレートな妻たち4
- CHUCK/チャック セカンド・シーズン
- バーン・ノーティス 元スパイの逆襲 シーズン1〜6（エージェント・ハリス〈マーク・マコーレイ〉 他）
- HAWAII FIVE-0
  - シーズン1 #4（クレイグ〈ケネス・ミッチェル〉）
  - シーズン8 #22（ハリス・スタブマン〈デヴィン・ラトレイ〉）
  - シーズン10 #3（ポロック〈スティーヴン・フル〉）
- BAD LOVE〜愛に溺れて〜
- ピーキー・ブラインダーズ（アーサー・シェルビー〈ポール・アンダーソン〉）
- 秘密情報部トーチウッド（リース・ウィリアムズ〈カイ・オーウェン〉）
- ブロードチャーチ〜殺意の町〜 シーズン2 #1（イアン・ウィンターマン）
- FARGO/ファーゴ2 #9
- ホワイトカラー シーズン4
- BONES シーズン10（エドワード・ハークネス博士〈ジョン・ビリングズリー〉）
- ナイトメア2〜血塗られた秘密〜（ラヴィニア・パットニー）
- ナルコス（ヒューゴ・マルティネス大佐〈ファン・パブロ・シュク〉）
- 碧血剣（木桑道士〈ジー・チーリン〉）
- THE MENTALIST メンタリストの捜査ファイル（ゲームセンター店長）#20
- THE MENTALIST メンタリストの捜査ファイル3（アルフレド）
- Major Crimes 〜重大犯罪課 シーズン4（バイロン・グラスマン弁護士）
- 模範家族（ファン・ヨンス）
- The Last Kingdom/ラストキングダム（オダ）
- LAW & ORDER:性犯罪特捜班（オダフィン・トゥトゥォラ刑事〈アイス・T〉）
- リゾーリ&アイルズ ヒロインたちの捜査線 シーズン6 #1
- ユーリカ シーズン4（ファン）
- 100 オトナになったらできないこと（スチュアート）
- マーダーズ・イン・ビルディング（ジェリー〈ピーター・バートレット〉）

#### アニメ
- アーリーマン 〜ダグと仲間のキックオフ!〜
- 時光代理人 -LINK CLICK-（運転手）
- ジャッキー・チェン・アドベンチャー（フィン、ケプラー、ジェイドの父）
- スター・ウォーズ 反乱者たち（コマンダー・ジュン・サトー）
- スポンジ・ボブ（さまよえるオランダ人〈2代目〉）
- TMNT（ダイナーのコック）
- ティーン・タイタンズ（サイボーグ）
  - ティーン・タイタンズ 東京で大ピンチ（サイボーグ）
  - ティーン・タイタンズGO!（サイボーグ）
- 転生宗主の覇道譚 〜すべてを呑み込むサカナと這い上がる〜（洪元〈ホン・ユエン〉[23]）
- ドラゴン・パンダ（ジンバオ）
- バード・ストーリー（テンダイ）
- パウ・パトロール（ライバール市長）
  - パウ・パトロール カーレース大作戦 GO! GO!
  - パウ・パトロール ザ・ムービー[69]
  - パウ・パトロール ザ・マイティ・ムービー[70]
- バッドガイズ[71]
- フィッシュ・レース（ネリッサ）
- フィッシュ・レース2（ネリッサ）
- ベン10（イシヤマ）
- ボルトロン
- マシューせんせい 〜ゆかいなヒルトップ病院〜（ライオン、シリル 他）
- ミッキーマウスとロードレーサーズ（ホーレス・ホースカラー）
- メアリー & マックス（ハザホフ先生）
- ルビー・グルーム（マンボー、ホワイト2）
- レゴ スーパー・ヒーローズ:ねらわれたバットマン（サイボーグ）
- LEGO スター・ウォーズ/リビルド・ザ・ギャラクシー（ジェダイ・ボブ）
- ロボット・キッカーズ（ヴァイルス）

### 舞台
- ゆーりんプロ公演 藤原一族の野望 かぐや姫（2008年10月17日 - 21日 / 新橋・内幸町ホール） - ナレーション
- 演劇集団アーバンフォレスト公演
  - 「NoBody,NoParty」（2007年12月19日 - 27日 / 新宿スペース107）
  - 「おいしいタイミング」（2008年6月4日 - 8日 / スペースゼロ）
  - 「週末メランコリー」（2009年1月7日 - 13日 / 大塚萬劇場）
  - 「真夜中の取調室」（2010年6月4日 - 13日 / シアターグリーン）
  - 「今度はオセロ」（2010年9月20日 - 26日 / シアターサンモール）
  - 「それはアカン!」（2010年11月30日 - 12月15日 / 中野劇場HOPE）
- 劇団ヘロヘロQカムパニー公演
  - 第25回公演「魔界転生」（2011年6月14日 - 19日 / 前進座劇場）
  - 第26回公演「ホタエナッ!!」（2011年12月14日 - 18日 / スペースゼロ）
  - 第30回公演「DARK CROWS トキノソラ」（2014年11月29日 - 7日 / シアターサンモール）
- 朗読劇「おたふく」（2010年7月17日 / 銀座小劇場）
- 演劇プロジェクトDecca公演
  - 「八人目の侍」（2011年7月5日 - 10日 / ウエストエンドスタジオ）
  - 「ミスターX からの招待状」（2011年10月12日 - 16日 / 恵比寿エコー劇場）
  - 「ザ・ベストハウス123」（2012年6月19日 - 23日）
  - 「ラ・カヌビエール〜奇跡のディナー」（2012年8月29日 - 9月2日 / 新宿シアターサンモール）
- 新宿625公演
  - 「小林秀雄先生来る」（2012年10月3日 - 8日 / 笹塚ファクトリー）
  - 「バンク・バン・レッスン」（2013年10月2日 - 6日 / 笹塚ファクトリー）
- 爆笑喜劇!!次郎長なが〜い目で見てください（2012年2月7日 - 19日/ 社団法人日本喜劇人協会）
- 死神姫の再婚（2013年3月13日 - 17日 / スペース・ゼロ）
- 天誅（2014年5月7・9日 / シアターサンモール） - ナレーション、敵の声
- 東京アザラシ団公演
  - 嘘つきと泥棒のはじまり（2014年4月22日 - 27日 / 中野ウエストエンドスタジオ）
  - 35丁目にも奇蹟（2014年12月12日 - 21日 / 銀座みゆき館劇）
  - 万田とダイヤと優しい奴ら（2015年11月17日 - 23日 / 上野ストアハウス）
- グワィニャオン 2023本公演「生きてるうちが華なのよ TAIAI」（2023年11月15日 - 19日 / シアターグリーン BIG TREE THEATER）[72]

### ナレーション
- 日経CNBC ニッポンNavi
- ディズニー英語システムCM
- 太古の地球から よみがえる恐竜たち（2022年、Apple TV+）[73]

### ボイスオーバー
- 奇跡体験!アンビリバボー（フジテレビ）
- シェフのテーブル（Netflix配信）
- BS世界のドキュメンタリー（NHK BS）
- 世界が騒然!本当にあった(秘)衝撃ファイル（2022年、テレビ東京）
- ロバート・ライシュ: 資本主義の救済（Netflix配信）

### ラジオ
- ハルケンらぢお 〜どんぶらこ（2021年2月20日 - 、エフエム西東京）

### 映画
- ミ・ノ・タ・ケ サラリーマン・飯島 変貌編（2013年、Fujii group） - 部長

### CM
- アートネイチャー（顔出し）
- カートゥーン ネットワークスポットCM（サイボーグ）
- 森永乳業CM 第4弾『新たな日課』（2021年、お父さん）

### その他コンテンツ
- 東京ディズニーランド（ホーレス・ホースカラー）
- 明治書院 現代文B朗読CD（朗読）
- タイムスクープハンター「緊急指令! 守れ秘伝の味」（2014年1月2日、NHK総合） - 柳本金次郎
- ブルバスター 激録!波止工業24時（2022年、片岡金太郎）

### シリーズ一覧
1. ↑  第1期（2006年）、第2期『〜双月の騎士〜』（2007年）、第3期『〜三美姫の輪舞〜』（2008年）
2. ↑  第1期『1st season』（2019年）、第2期『2nd season』（2020年）、第3期『The Final』（2021年）
3. ↑  第4期（2020年）、第7期（2024年）
4. ↑  第1期（2021年）、第2期『2nd』（2024年）
5. ↑  The Final Season Part 2（2022年）、The Final Season 完結編（前編）（2023年）
6. ↑  シーズン1（2019年）、シーズン2（2022年）、FINALシーズン（2023年）

1. ↑  前任の千田光男の没後に引き継がれた。